# Gonadotrope

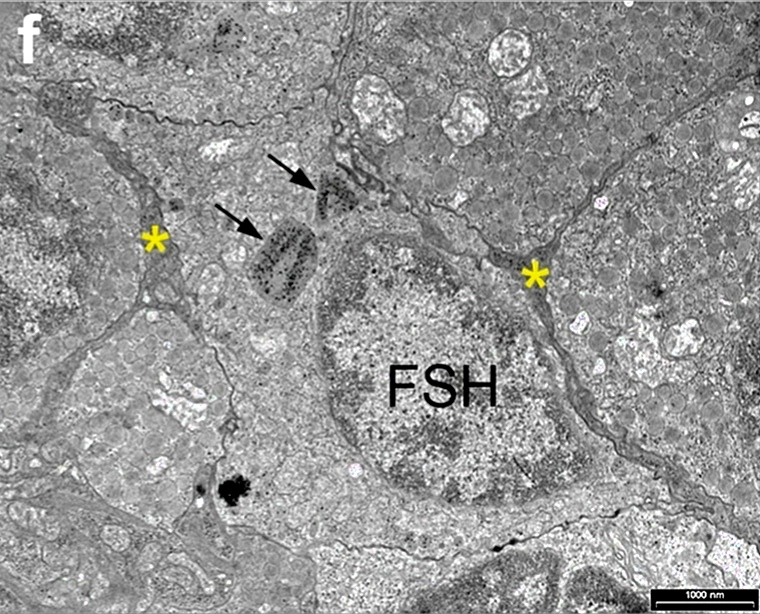
cellules gonadotrophes

Les gonadotropes sont les cellules de l'anté-hypophyse qui produisent les deux gonadotrophines : l'hormone lutéinisante (LH) et l'hormone folliculo-stimulante (FSH), ainsi que les follistatines. Leur activité sécrétoire est sous le contrôle de la GnRH de hypothalamus.

## Description
Les cellules gonadotrophes ou gonadotrophes  sont des cellules endocrines de l'hypophyse antérieure qui produisent les hormones dites gonadotrophines. Les gonadotropes sont une population minoritaire de cellules qui représentent entre 5 et 15 % de toutes les cellules de l'hypophyse antérieure.
Ces cellules sécrètent les deux gonadotrophines : l'hormone follistatine (FSH) et l'hormone lutéinisante (LH) , au sein du système circulatoire général par lequel elles atteignent les gonades.
Les gonadotropes apparaissent basophiles dans les préparations histologiques.
Les gonadotropes possèdent des récepteurs d'insuline, qui peuvent être surstimulés par des taux d'insuline trop élevés. Cela peut conduire à l'infertilité car les niveaux de libération des hormones sont alors perturbés,.
Les gonadotropes peuvent être inhibés par des hormones spécifiques comme l'œstradiol.